# 4207 Chernova
4207 Chernova (1986 RO2) là một tiểu hành tinh vành đai chính được phát hiện ngày 5 tháng 9 năm 1986 bởi Ted Bowell ở Flagstaff.